# Монтенегро, Франческо
Франческо Монтенегро (итал. Francesco Montenegro; род. 22 мая 1946, Мессина, королевство Италия) — итальянский кардинал. Титулярный епископ Аурусульяны и вспомогательный епископ Мессина-Липари-Санта-Лючия-дель-Мела с 18 марта 2000 по 23 февраля 2008. Архиепископ Агридженто с 23 февраля 2008 по 22 мая 2021. Кардинал-священник с титулом церкви Санти-Андреа-э-Грегорио-Маньо-аль-Челио с 14 февраля 2015.